# オール・オブ・ミー (曲)
「オール・オブ・ミー」（All of Me）は、ジェラルド・マークスとセイモア・シモンズが1931年に作曲したポピュラーソング。後にジャズやポピュラー音楽のスタンダード・ナンバーになった。
最初ベル・ベイカーにより録音された。1931年録音のポール・ホワイトマンと1932年録音のルイ・アームストロングによるレコードがそれぞれ1932年に大ヒットし、その時代の最も録音された歌の1つになった。ジョニー・レイによる1952年の再演も成功した。
主なヴァージョンとして、ポール・ホワイトマン（歌はミルドレッド・ベイリー、1931年）、ルイ・アームストロング（1932年）、ジョニー・ジェームス、ビリー・ホリデイ（1941年）、フランク・シナトラ（1946年）、チャーリー・パーカー（1951年）、デューク・エリントン（1959年）、アール・ハインズ（1972年）、ウィリー・ネルソン（1977年）、ディー・ディー・ブリッジウォーター（1990年）、Luciana Souza（2003年）による録音がある。
1970年代のテレビショウ『サンフォード・アンド・サン』のエピソードでは、レッド・フォックス（スキャットマン・クローザースによるギター参加）が短いが記憶に残るヴァージョンを歌う。『オール・オブ・ミー』はまたマペット・ショー のエピソードでポール・ウィリアムズとともに2頭のモンスターにより歌われる。この歌は1984年のスティーヴ・マーティン/リリー・トムリンの同じ名前の映画で顕著に取り上げられている。さらに近年、ピア・ザドラ、アン・マレー、ジェイソン・ダニエリーにより録音された。また、この歌のパンク・ロック演奏がNOFXにより録音された。チェルシー・クロムバッハはこの歌を彼女のデビューアルバムLook for the Silver Lining のために歌った。ローレンス・ジュバーはまたこの歌を全てアコースティックのヴァージョンで彼の演奏により歌い録音した。それは彼の2007年のアルバムPCH で取り上げられた。マイケル・ブーブレはアルバム『クレイジー・ラヴ』でそれのカヴァーを発表した。
「オール・オブ・ミー」はリアル・ブックのほとんどの版にある。通常スウィング・リズムで演奏する。